# Riu Nevà

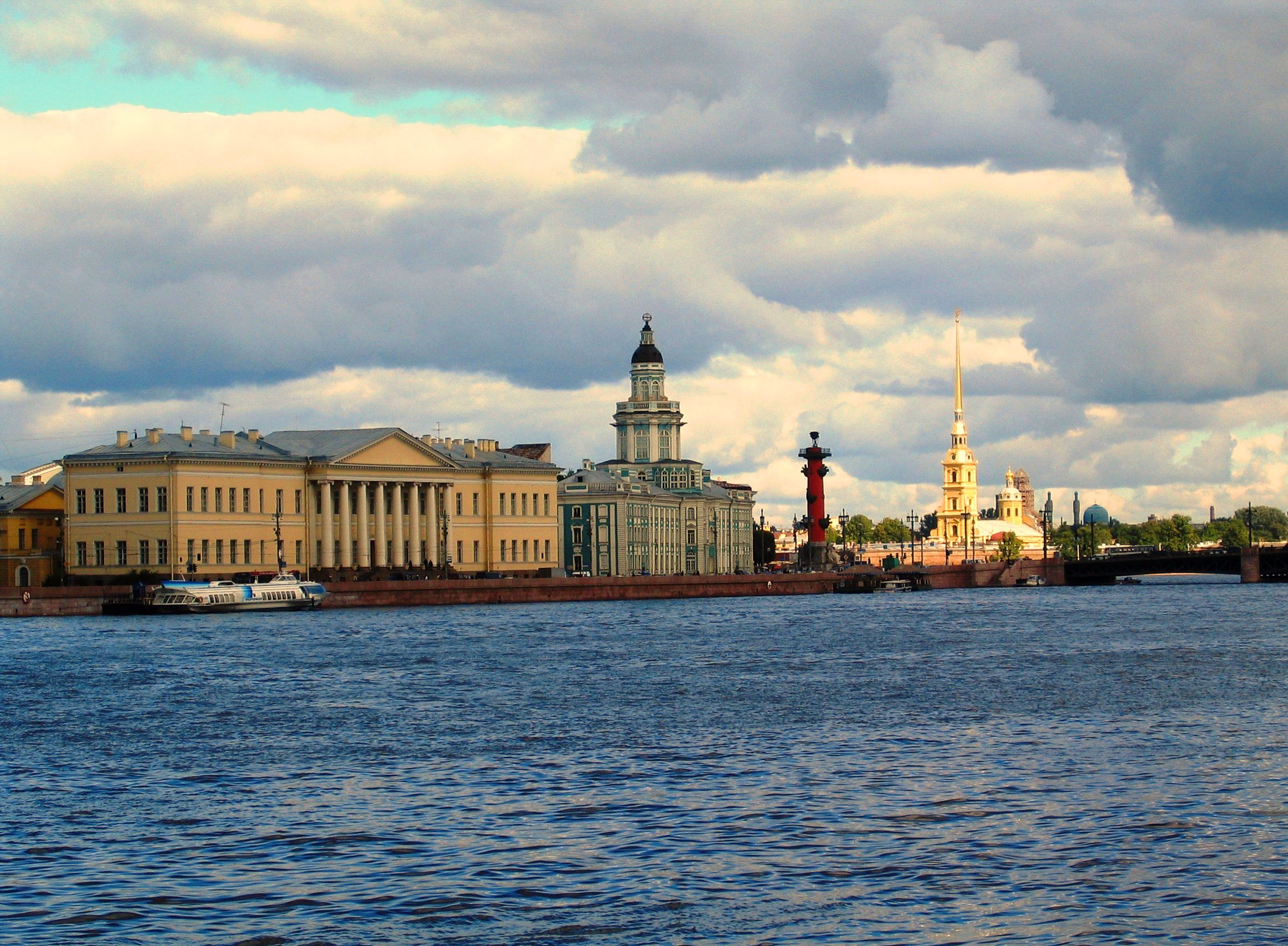
El riu Nevà al seu pas per Sant Petersburg. Al fons la fortalesa de Sant Pere i Sant Pau

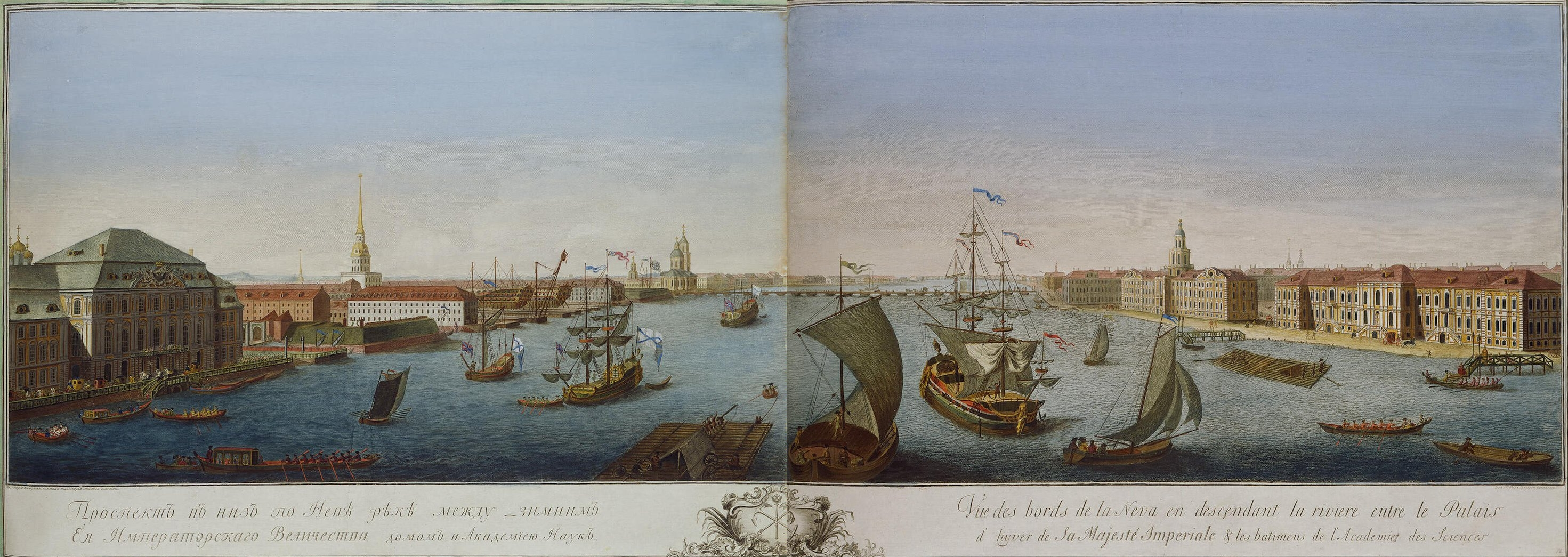
El Nevà a Sant Petersburg el 1753

El Neva o Nevà (rus: Нева́, Nevà) és un riu de Rússia, de 74 km de longitud, que va des del llac Làdoga (Ла́дожское о́зеро, Làdojskoie ózero) i, després de passar per l'istme de Carèlia (Каре́льский переше́ек, Karelski pereixéiek) i la ciutat de Sant Petersburg (Санкт-Петербу́рг, Sankt-Peterburg), desemboca al golf de Finlàndia (Фи́нский зали́в, Finski zaliv).
A l'edat mitjana, el riu tenia una gran importància, ja que en ser ample i navegable constituïa un canal de comunicació entre el mar Bàltic i el Volga, cap a l'orient. Va ser l'escenari de la batalla del Nevà (1240). Durant el segle xvi, la desembocadura del Nevà va albergar la fortalesa sueca de Nyen, i un entrant de terra al Làdoga, la fortalesa russa d'Orèixek, després anomenada Schlüsselburg, que més tard canviaria el nom pel de fortalesa de Sant Pere i Sant Pau (Петропавловская крепость, Petropàvlovskaia krépost), el 1703.
Situada a l'illa de la Llebre (Заячий остров, Zàiatxi óstrov), actualment la fortalesa es considera la primera estructura del Sant Petersburg dels nostres dies. El clergue rus Grigori Rasputin es va ofegar en aquest riu el 1916 i també el matemàtic suís Jakob Bernoulli II el 1789.